# Arshdeep Dosanjh
Arshdeep „Arash” Dosanjh (ur. 30 lipca 1996 w Sydney) – australijski siatkarz, grający na pozycji rozgrywającego, reprezentant kraju. W latach 2018–2020 był zawodnikiem Aluronu Virtu Warty Zawiercie.

## Życiorys
Jego rodzice są indyjskimi migrantami. Siatkówką zainteresował się za sprawą ojca, który również grał w siatkówkę. W 2009 roku został juniorem klubu Baulkham Hills. W 2012 roku został powołany do reprezentacji juniorów na mistrzostwa Azji. W tym samym roku dołączył do Australijskiego Instytutu Sportu, który wystawiał drużynę w Australian Volleyball League. W 2013 roku przeniósł się do Canberry. W 2013 roku został powołany do reprezentacji U-23 na mistrzostwa świata. Ponadto reprezentował kraj m.in. w Pucharze Azji, Lidze Światowej i Lidze Narodów.
W 2014 roku przeniósł się do Europy. Przez trzy sezony grał w fińskim Team Lakkapää. W sezonie 2016/2017 jego klub zajął czwarte miejsce w lidze. Sezon 2017/2018 spędził w Chênois Genève VB, z którym był czwarty w Nationallidze A. W 2018 roku został zawodnikiem Aluronu Virtu Warty Zawiercie.
Jego dziewczyną była niemiecka siatkarka Hanna Orthmann.

## Przebieg kariery
| Lata                                      | Klub                          |
| ----------------------------------------- | ----------------------------- |
| 2012–2014                                 | Australian Institute of Sport |
| 2014–2017                                 | Team Lakkapää                 |
| 2017–2018                                 | Chênois Genève VB             |
| 2018–2020                                 | Aluron Virtu CMC Zawiercie    |
| 2020–2021 (do 02.2021)                    | Qatar SC                      |
| 2021–2021 (od 19.02.2021)                 | Grand Nancy VB                |
| 2021–2021 (do 11.2021)                    | Afyon Belediye Yüntaş         |
| 2021–2022 (od 10.11.2021)                 | Gioiella Prisma Taranto       |
| 2022–2023 (od 21.11.2022) (do 15.01.2023) | Berlin Recycling Volleys      |
| 2023–2023 (od 18.01.2023)                 | BBTS Bielsko-Biała            |
| 2023–2024                                 | NOWA Nowokujbyszewsk          |
| 2024–2025 (od 29.12.2024)                 | Helios Grizzlys Giesen        |
| 2025–                                     | Daejeon Samsung Bluefangs     |

## Sukcesy reprezentacyjne
Mistrzostwa Azji, Australii i Oceanii:
- 2019